# Rhytidodera concolor
Rhytidodera concolor là một loài bọ cánh cứng trong họ Cerambycidae.